# Маска Красной смерти (фильм, 1964)
«Маска Красной смерти» (англ. The Masque of the Red Death) — готический фильм ужасов режиссёра Роджера Кормана, снятый в 1964 году. Снят по мотивам рассказа Эдгара По «Маска Красной смерти». Кроме того, в фильме прослеживается сюжетная нить другого рассказа Эдгара По — «Прыг-Скок». 
Фильм выделяется в серии кормановских экранизаций По более художественным и психологическим подходом, отступлением от чистого жанра ужасов, из-за чего сам Корман считает его одним из своих любимых творений. Его часто включают в списки лучших фильмов Кормана и Винсента Прайса.

## Сюжет
Средневековая Италия. В лесу крестьянка встречает человека, одетого в красную рясу. Он обещает скорое освобождение. Тем временем крестьяне, возмущенные жестокостью правления своего сюзерена принца Просперо, пытаются протестовать. Тогда властитель приказывает задушить зачинщиков — Джино и Людовико. Франческа, невеста Джино и дочь Людовико, пытается заступиться за них, тогда Просперо предлагает ей сделать выбор — в живых останется только один из крестьян. Внезапно все слышат крик — в одном из домов от красной смерти умирает старая крестьянка, тогда Просперо приказывает сжечь деревню и укрывается от эпидемии в замке. С собой он забирает девушку и обоих крестьян.
В замке Просперо предаётся жестоким развлечениям, в том числе он приказывает своей сожительнице Джулиане одеть Франческу как госпожу и научить её аристократическим манерам. Джулиана возмущена, но вынуждена повиноваться. Гуляя одна по дворцу, Франческа заходит в комнату, куда Просперо запретил ей входить. Там девушка обнаруживает сатанистский алтарь. Оказывается, принц давно порвал с христианством и надеется на помощь с другой стороны. Джулиана также проводит тёмный обряд — выжигает себе на теле перевёрнутый крест. 
В замке идёт подготовка к вечернему балу. Шут принца карлик Лягушонок предлагает Альфредо, другому властительному правителю, одеться на маскарад в костюм обезьяны. Накануне Альфредо ударил партнёршу шута по танцам лилипутку Эсмеральду, однако Лягушонок  уверяет властителя в том, что ничуть не обижен (на самом деле он втайне собирается отомстить). Джулиана, надеясь избавиться от соперницы, передает Франческе ключ от казематов, где находятся Джино и Людовико. Однако при попытке побега крестьян вновь ловят слуги принца. Тот решает наконец покарать мятежников и устраивает между ними «состязание»: заставляет их резать себе руки кинжалами, один из которых отравлен. Отец Франчески пытается заколоть кинжалом принца, но тот успевает убить его первым. «Победившего» Джино принц прогоняет в деревню, охваченную красной смертью. В лесу Джино встречает фигуру, одетую в красное. Незнакомец обещает Джино, что скоро он воссоединится с Франческой. Затем Джино встречает крестьян, которые идут просить милости Просперо, но тот приказывает расстрелять их из арбалетов.
Джулиана пытается продать душу Дьяволу и погружается в кошмарные видения, но едва она решает, что добилась своего, на неё нападает орёл и терзает женщину до смерти. Однако кончина любовницы не беспокоит принца. Тот требует начать пир. Джино пробивается в замок и вновь встречает незнакомца в красном. Тот подтверждает свои обещания. Крестьянин вспоминает об охране, но оказывается, что стражники уже умерли от красной смерти. В главной зале замка гости танцуют и веселятся, когда появляются Лягушонок с Альфредо, одетым в костюм обезьяны. Как бы в шутку паяц связывает Альфредо и поднимает его на люстру. Затем шут обливает его бренди и поджигает. Альфредо умирает от ожогов, однако это только веселит Просперо, который собирается наградить Лягушонка. 
Внезапно принц видит среди гостей некую фигуру, одетую с ног до головы в чисто красную мантию — такой костюм он запретил гостям надевать. Просперо удаётся догнать незнакомца. Принц решает, что к нему пришёл сам Сатана. Тот идёт по танцевальной зале, и гости начинают танцевать dance macabre. Просперо радуется тому, что все эти люди окажутся принесёнными в жертву Сатане. Однако незнакомец объявляет, что он служит не Сатане, а Смерти. Просперо срывает с незнакомца маску и видит собственное лицо. Незнакомец возвещает скорую смерть Просперо и его гостей. Действительно, через несколько минут зловещего танца все, включая принца, умирают.
В финале вестник Красной смерти показывает крестьянской девочке фокусы с картами таро. К ним приходят фигуры, одетые в чёрное, жёлтое, синее, бледное, оранжевое и фиолетовое. Это воплощения смертельных болезней, бродящих по миру. Красная смерть говорит им, что убил почти всех, в живых остались только главные герои, карлики и девочка. Затем фигуры торжественно уходят.

## Актёры
1. Винсент Прайс — принц Просперо
2. Джейн Эшер — Франческа
3. Хэйзел Корт — Джулиана
4. Дэвид Уэстон — Джино
5. Найджел Грин — Людовико, отец Франчески
6. Патрик Мэги — Альфредо
7. Пол Уитсан-Джонс — Скарлатти
8. Роберт Браун — страж
9. Джулиан Бертон — сеньор Веронезе
10. Скип Мартин — Лягушонок
11. Гайе Браун — сеньора Эскобар
12. Верина Гринлоу — Эсмеральда
13. Дорин Доун — Анна-Мария
14. Брайан Хьюлетт — Лампреди

## История создания
Как рассказывал Роджер Корман в интервью программе «100 лет ужаса», при работе над картиной благодаря находчивости арт-директора Дэниса Хиллера ему удалось получить отличные декорации, оставшиеся от фильма «Бекет».

## Культурное влияние
Фильм включен Стивеном Кингом в список наиболее значимых произведений жанра с 1950 по 1980 год.
В 1989 году был снят ремейк фильма с тем же названием, сюжет которого был основан именно на сюжете фильма 1964 года, а не рассказа По. Продюсером ремейка стал Роджер Корман.
Готик-метал-группа Theatre of Tragedy использовала аудиофрагменты диалогов Просперо и Франчески из фильма в своей песне And When He Falleth из альбома Velvet Darkness They Fear (1996).
Российская рэп-группа Триада выпустила одноимённую песню в альбоме «Орион» (2005). Сюжет основан на событиях фильма.
Немецкая хэви-металл группа Storwitch включила песню «Mask of the Red Death» с текстом, повторяющим сюжет фильма в свой альбом Allies of the Dark (1982)